# Hammer Gröbenstädt

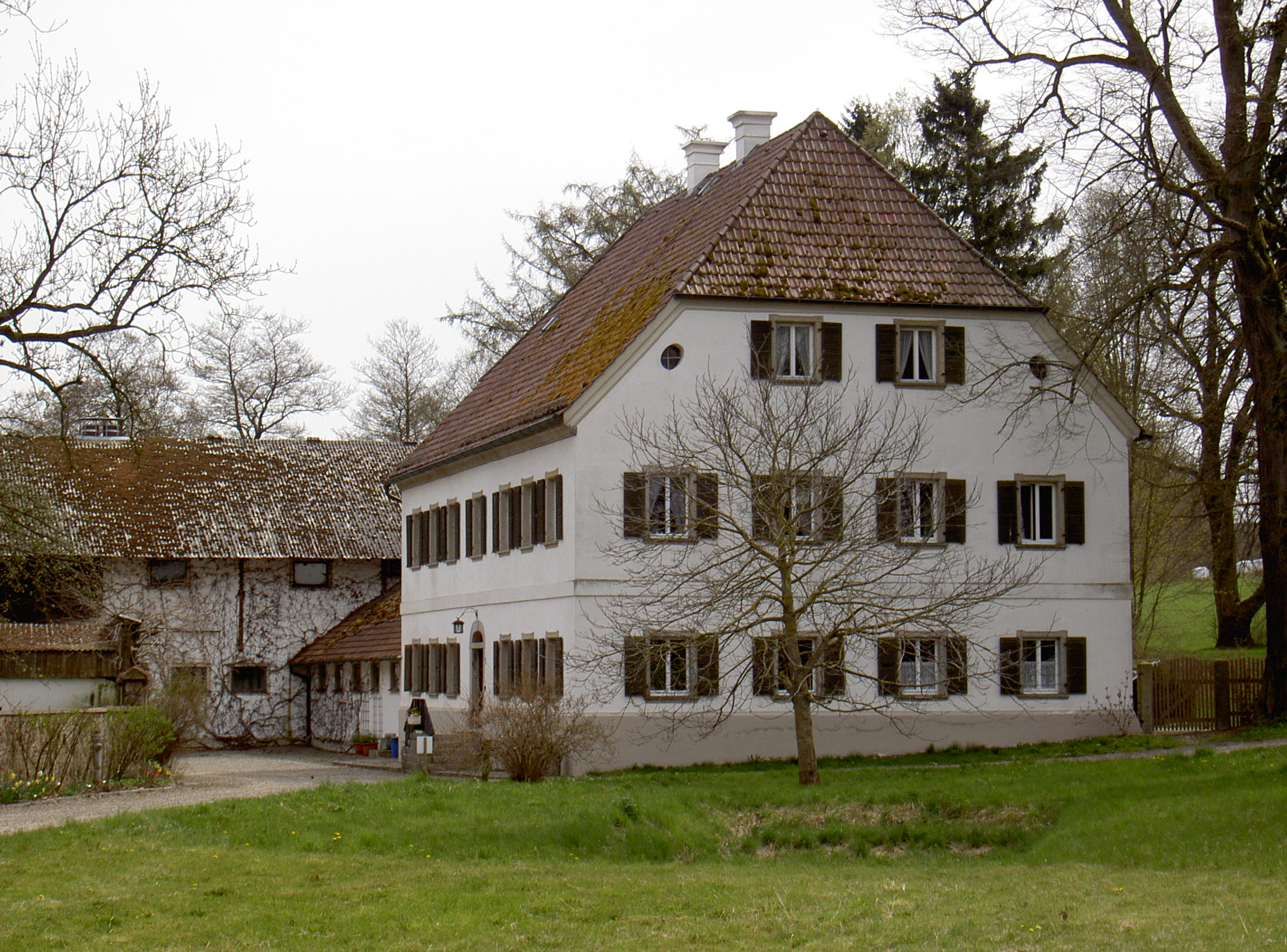
Hammerschloss Gröbenstädt

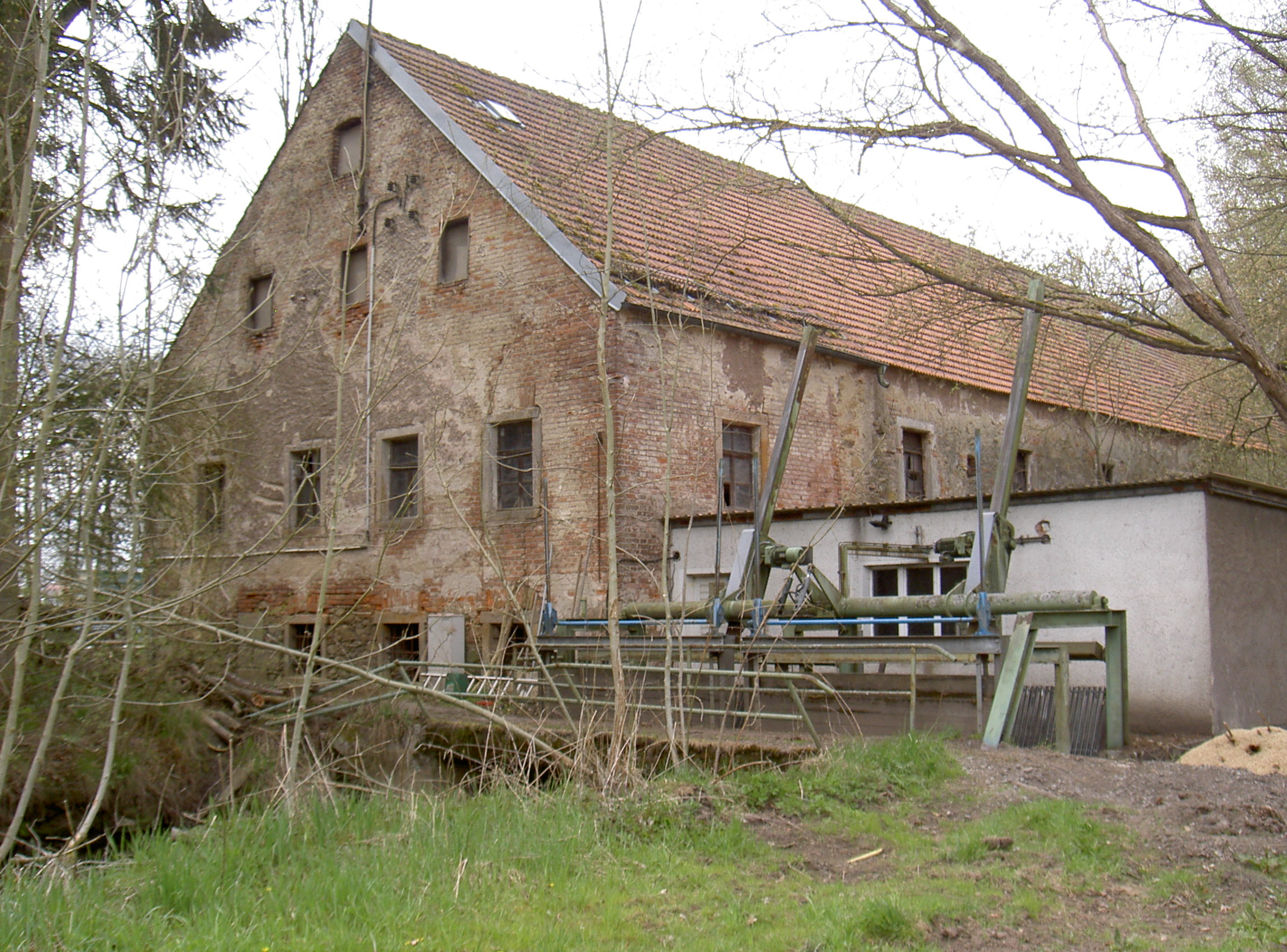
Betriebsgebäude Gröbenstädt

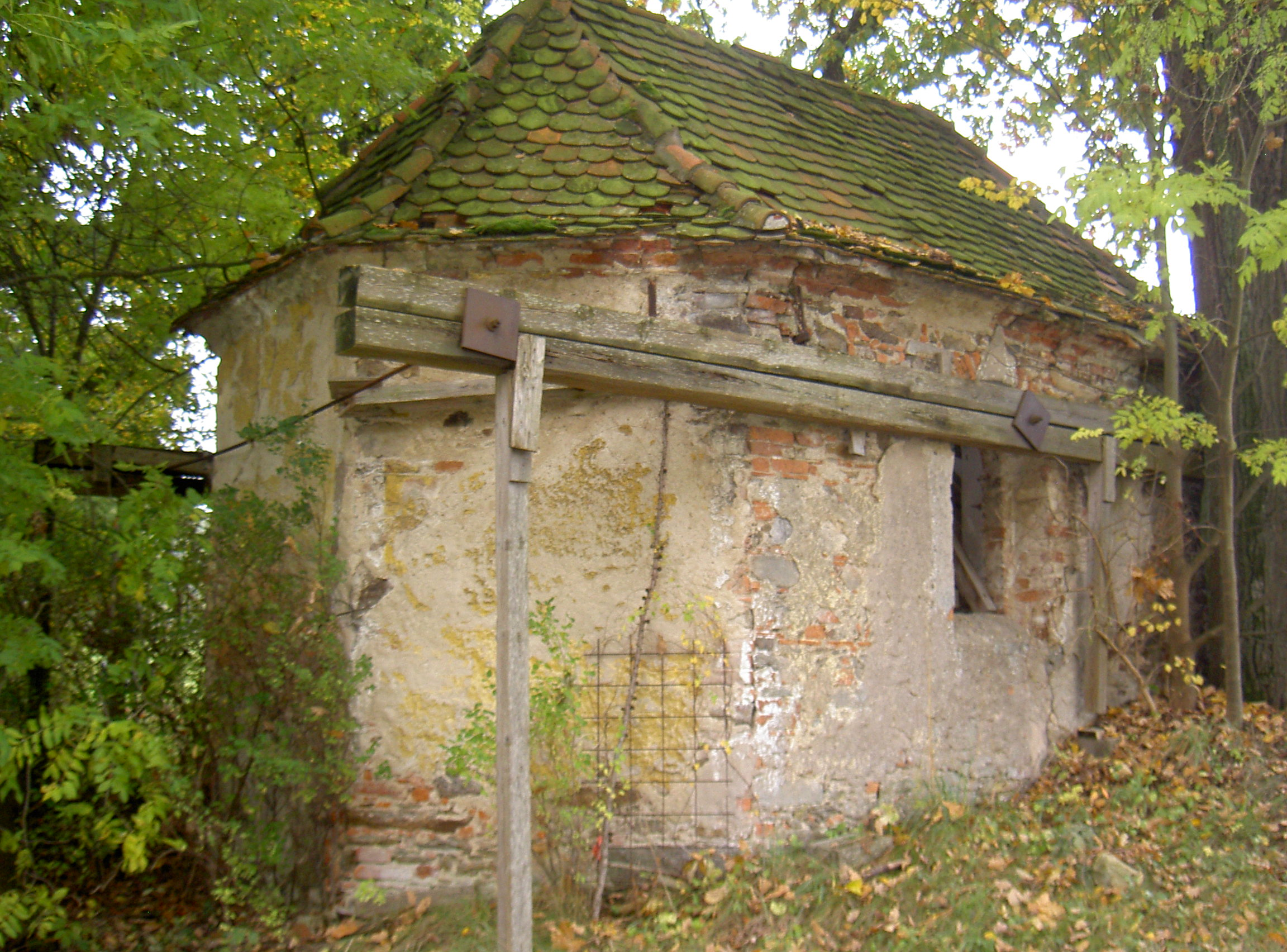
Hauskapelle des Hammers Gröbenstädt

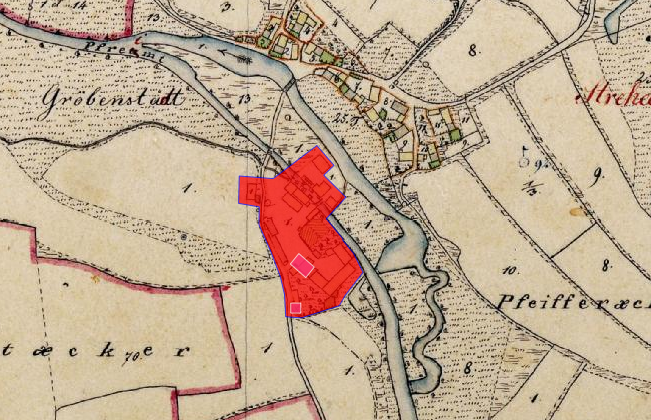
Lageplan des Hammers Gröbenstädt auf dem Urkataster von Bayern

Der Hammer Gröbenstädt war ein mit von Wasserkraft angetriebenen Eisenhämmern arbeitender Handwerksbetrieb im gleichnamigen Ortsteil von Gröbenstädt, das heute ein Gemeindeteil des Marktes Moosbach im Oberpfälzer Landkreis Neustadt an der Waldnaab in Bayern ist. Die Wasserkraft der  Pfreimd wurde hier seit dem 14. Jahrhundert genutzt. Das heute noch bestehende Hammerhaus besitzt ein Halbwalmdach und stammt aus dem 19. Jahrhundert (1838). Mit der dazugehörenden Kapelle von 1742 ist es ein denkmalgeschütztes Ensemble in Gröbenstädt (Haus Nr. 1). Ebenso wird es als Bodendenkmal unter der Aktennummer D-3-6440-0046 im Bayernatlas als „archäologische Befunde im Bereich des ehem. Hammerschlosses von Gröbenstädt, darunter die Spuren eines spätmittelalterlichen bzw. frühneuzeitlichen Eisenhammers“ geführt.

## Geschichte
Am 21. Mai 1386 überließ Pfalzgraf Ruprecht der Jüngere dem Chunrad dem Plechschmied den Hammer mit allen Zugehörungen um ein Pfund Regensburger Pfennige als jährlichen Zins. In der Oberpfälzer Hammereinigung von 1387 wird Gröbenstädt als Blechhammer geführt.
Ein Hof in Gröbenstädt, der am 6. Februar 1405 an Ulrich den Hechtlein verkauft wurde, ging 1409 an den Hammermeister Jorgen dem Praitter. Dieser kaufte auch noch die Zehentgarben auf den zwei Höfen von Gröbenstädt des Gebhard Hossel von Moosbach, die ein Lehen des Heinrich Treswitzer waren. Am 24. August 1414 mussten Jörg Praitter, Hammermeister zu Treswitz, und sein Vetter Mulhaintz, Hammermeister zu Gröbenstädt, schuldenhalber ihre Hämmer an Chunraden den Peratzhauser verpfänden. Der Hammer Gröbenstädt wurde danach als Pfandobjekt immer wieder weitergegeben. Ott, der Amtmann von Nittendorf überließ ihn am 27. Juni 1425 dem pfälzischen Landschreiber Hans Dorner. Allerdings klagte gegen ihn der Jörg Praitter, der noch Ansprüche aus seinem früheren Besitz geltend machte. Letztlich verblieb Hans Dorner im Besitz des Hammers, musste aber alle Schulden des Jörg Praitter, die dieser an die Kirche Moosbach hatte, tilgen. Der nächste Besitzer ist Hans Aurochs. Dieser verkaufte am 20. Juli 1434 den Hammer und den von Jörg Praitter erworbenen Hof an den Herzog Johann. 1457 erhielt Leonhard Mendel einen Hammerbrief für Gröbenstädt von Pfalzgraf Otto. 1500 hatte der Hammermeister Jakob Sindleuttner den Hammer in seinem Besitz. Dieser wird allerdings 1516 als öd bezeichnet. Er muss aber kurz darauf wieder in Betrieb genommen worden sein, denn 1524 wird hier Jakob Sider, 1566 Ulrich Kopp, 1578 Wolf Sindleuttner und 1593 Hans Pleyer als Besitzer genannt. Ab 1581 wird Gröbenstädt als Schienhammer bezeichnet. Das Erz bezog er aus Amberg, ab 1670 auch aus Sulzbach.
Obwohl berichtet wird, dass der Hammer im Dreißigjährigen Krieg durch die Mansfeldschen Truppen zerstört worden sei, scheint dies nicht zu stimmen. Wie aus einem Schriftwechsel hervorgeht, hat der Hammerwerksbesitzer Pleyer an die bei ihm in Quartier befindlichen Offiziere ein hohes Darlehen ausgegeben, worauf von der Regierung in Amberg dem Pfleger von Treswitz bedeutet wurde, man solle es bei dem Darlehen belassen, da die Summe dringend für Kriegsausgaben benötigt wurde.
1645 wird Bartholomäus Göringer, Pflegsverwalter von Treswitz, als Eigentümer des Hammers bezeichnet. Er war Lehensträger von Susanne, Witwe des Friedrich Schott. Aus einem Bericht des Johann German Barbing an den Kurfürst Ferdinand Maria vom 16. Januar 1666 heißt es: „Krebenstett. Ein Eisen- oder Schinhammer, gangbar und Barthol. Gering, Pflegverwalter, gehörig. Das ‚Arzt‘ wird von Sulzbach genommen.“ Die Erben des Göringer beantragten für Gröbenstädt die Landsassenfreiheit, was aber nicht genehmigt wurde. 1696 suchte der nächste Besitzer Wolfgang von Grafenreit erneut um die Landsassenfreiheit nach, 1701 machten dies seine Brüder und 1717 die Witwe des Wolfgang von Grafenreit, wieder ohne Erfolg. Cecilia von Grafenreit besaß 1709 den gangbaren Hammer sowie einen öden Hof zu Treswitz. Am 13. Januar 1722 kaufte Nikolaus Frank den Hammer von der Witwe des Wolfgang von Grafenrieth, am 24. April 1733 gab es das Gut an seinen gleichnamigen Sohn weiter. Georg Adam Frank wird 1762 als Besitzer genannt. 1774 kaufte Simon Winter den Hammer mit Säge und Mahlmühle und versuchte wieder die Landsassenfreiheit zu erreichen, was ihm endgültig durch Bescheid der Münchner Hofkammer nicht genehmigt wurde. Von 1818 stammt ein Bericht des damaligen Besitzers Joseph von Hardt über den Stand des Werkes. Dieses war damals ein Eisenhammer ohne Schleife und Zainhammer. Hier arbeiteten sechs Hammerschmiede und ein Kohlenbrenner. Pro Jahr wurden 600 Zentner Eisen produziert und für 13 Gulden pro Zentner verkauft. Die Materialkosten betrugen ohne Arbeitslöhne 6880 Gulden, sodass sich ein Gewinn von 920 Gulden ergab.

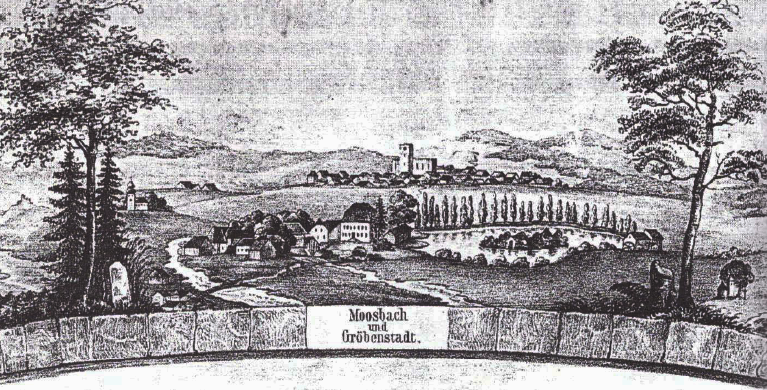
Moosbach nach dem großen Brand von 1848, im Vordergrund das Hammerhaus Gröbenstädt

1843 ging das Anwesen an Herrmann von Sperl. Dazu gehörten das 1832 neu errichtete Eisenwerk, ein Hochofen, ein Zainhammer von 1830, eine Kohlenschupfe am Weiher von 1834, eine Mahlmühle von 1839, ein Eisendrehergebäude von 1842 sowie weitere Wohn- und Nebengebäude und eine Kapelle. Sein Nachfolger Karl von Sperl errichtete hier 1851 ein Glasschleif- und Polierwerk. 1865 wurde zudem auch eine Eisen- und Maschinenfabrik eröffnet, ebenso eine Schneidsäge. Am 4. Mai 1883 wurde der Besitz an Maria von Sperl und ihren Bräutigam Johann Rast von Etzenricht übergeben. Das Glasschleif- und Polierwerk war zu Kriegsbeginn 1939 noch in Betrieb. Seit 1950 wird die Wasserkraft zur Stromerzeugung verwendet. Der nächste Besitzer war Hermann Rast, er betrieb hier eine Landwirtschaft, das Sägewerk wurde verpachtet.